# D.E.B.S.
D.E.B.S. – amerykański film komediowy z 2004 roku w reżyserii Angeli Robinson. Film powstał na podstawie mającego rok wcześniej premierę krótkometrażowego filmu o tym samym tytule, wyreżyserowanego również przez Robinson. Zdjęcia kręcono w Los Angeles.  

## Opis fabuły
D.E.B.S. to grupa do zadań specjalnych. Max (Meagan Good), Janet (Jill Ritchie), Dominique (Devon Aoki) i Amy (Sara Foster) są świetnie wyszkolone i muszą sobie radzić z najgroźniejszymi przestępcami. Właśnie mają schwytać przebiegłą Lucy Diamond (Jordana Brewster). Podczas akcji ich lojalność zostaje wystawiona na próbę.

## Obsada
- Meagan Good jako Max Brewer
- Jill Ritchie jako Janet
- Devon Aoki jako Dominique
- Sara Foster jako Amy Bradshaw
- Jordana Brewster jako Lucy Diamond
- Geoff Stults jako Bobby Matthews
- Jimmi Simpson jako Scud
- Holland Taylor jako pani Petrie
- Michael Clarke Duncan jako pan Phipps
- Jessica Cauffiel jako Ninotchka Kaprova